# Stanislava Střelcová
Stanislava Střelcová (rozená Štědroňová, * 1955 Brno) je česká muzikoložka, teatroložka, hudební redaktorka a dramaturgyně. Je předsedkyní Správní rady Nadace Bohuslava Martinů.

## Život
Narodila se v Brně v rodině hudebního vědce prof. Bohumíra Štědroně. Vystudovala hudební a divadelní vědu na filozofické fakultě dnešní Masarykovy univerzity v Brně, doktorát získala v roce 1982 v oboru divadelní a filmová věda.
Působila jako dramaturgyně Janáčkovy opery v Brně, hudební redaktorka v Československém rozhlase a dramaturgyně v Československé televizi v Praze. V roce 1990 nastoupila v Českém rozhlase do tehdejší hudební redakce pro děti a mládež. V této činnosti pokračovala později jako redaktorka hudebního vysílání stanice Vltava. Spolupracovala na přípravě rozhlasových soutěží Concertino Praga a Concerto Bohemia a později jako dramaturgický poradce Dětského pěveckého sboru Českého rozhlasu. Byla dlouholetou členkou odborné komise mezinárodní rozhlasové soutěže Concertino Praga při Českém rozhlase. Pro Český rozhlas vytvořila hudební dokumenty a rozhovory s předními osobnostmi české klasické hudby (př. Ilja Hurník, Zuzana Růžičková, Viktor Kalabis, Zdeněk Šesták). V Českém rozhlase přispívá do programu digitální stanice D-dur.
V roce 2016 jí byla udělena Cena generálního ředitele Českého rozhlasu za práci pro mladé posluchače klasické hudby a péči o projekty Concertino Praga a Concerto Bohemia. Píše odborně popularizační texty pro Český spolek komorní hudby při České filharmonii a příležitostně publikuje v médiích věnovaných klasické hudbě i kultuře obecně, jako jsou Hudební rozhledy, časopis Harmonie, Opera Plus nebo Týdeník Rozhlas.
Je činná v Nadačním fondu Zuzany Růžičkové a Viktora Kalabise, pracuje také ve Stálé komisi při Mezinárodní hudební soutěži Pražské jaro. Od roku 2019 je předsedkyní správní rady Nadace Bohuslava Martinů.

## Dílo
- Střelcová, S., Beránek, V., Hálková, I., & Dezort, J. (1996). Concertino Praga 1966-96: 30 let. Portaro; České muzem hudby.[9]
- Střelcová, S. (2016). Concertino Praga 1966-2016: 50 let Mezinárodní soutěže mladých hudebníků. Český rozhlas.
- Střelcová, S. (2018). Pražské jaro: 70 let ve jménu výjimečnosti a objevitelství. In Pražské jaro: 73. Mezinárodní hudební festival (2018). Pražské jaro o.p.s.
- Střelcová, S., & Černohorská, M. (2005). Bohumír Štědroň—Hudební historik, kritik, umělec, učitel. Eseje, vzpomínky, dokumenty (1. ed.). Editio Moravia.